# Martine Rottier
Martine Rottier (12 de junio de 1955) es una deportista francesa que compitió en judo. Ganó tres medallas en el Campeonato Mundial de Judo entre los años 1980 y 1984, y ocho medallas en el Campeonato Europeo de Judo entre los años 1975 y 1984.

## Palmarés internacional
| Campeonato Mundial | Campeonato Mundial          | Campeonato Mundial | Campeonato Mundial |
| Año                | Lugar                       | Medalla            | Categoría          |
| ------------------ | --------------------------- | ------------------ | ------------------ |
| 1980               | Nueva York (Estados Unidos) | Medalla de bronce  | –61 kg             |
| 1982               | París (Francia)             | Medalla de oro     | –61 kg             |
| 1984               | Viena (Austria)             | Medalla de bronce  | –61 kg             |
| Campeonato Europeo |                             |                    |                    |
| Año                | Lugar                       | Medalla            | Categoría          |
| 1975               | Múnich (RFA)                | Medalla de oro     | –61 kg             |
| 1976               | Viena (Austria)             | Medalla de oro     | –61 kg             |
| 1977               | Arlon (Bélgica)             | Medalla de bronce  | –61 kg             |
| 1978               | Colonia (RFA)               | Medalla de plata   | –61 kg             |
| 1981               | Madrid (España)             | Medalla de bronce  | –61 kg             |
| 1982               | Oslo (Noruega)              | Medalla de bronce  | –61 kg             |
| 1983               | Génova (Italia)             | Medalla de bronce  | –61 kg             |
| 1984               | Pirmasens (RFA)             | Medalla de oro     | –61 kg             |